# Veronika Neugebauer
Veronika Aryana Neugebauer (* 27. November 1968 in München; † 11. Oktober 2009 ebenda) war eine deutsche Synchronsprecherin, Hörspielsprecherin und Schauspielerin.

## Leben und Wirken
Neugebauer wurde als Tochter des Synchronsprechers Hartmut Neugebauer in München geboren, wo sie bis zu ihrem Tod lebte. Die Sängerin und Synchronsprecherin Miryam Neugebauer ist ihre Schwester. Bereits im Alter von fünf Jahren stand sie als Schauspielerin vor der Kamera und begann, als Synchronsprecherin für verschiedene Kinderserien zu arbeiten. Ihre Schauspielausbildung absolvierte sie unter anderem in New York, Paris und London. Bekannt war Neugebauer vor allem für die Rolle der tierlieben Blondine Gaby Glockner in der Kinder- und Jugendhörspielserie TKKG des Europa Verlags. Zusammen mit Sascha Draeger (Tim), Niki Nowotny (Karl) und Manou Lubowski (Klößchen) sprach sie, mit einer kurzen Unterbrechung in den Folgen 44 bis 52, von 1981 bis 2009 in 158 Folgen der Serie. Ihre letzte Folge Das Mädchen mit der Kristallkugel (166) wurde postum fünf Tage nach ihrem Tod veröffentlicht. Ihre Sprechrolle der Gaby Glockner übernahm ab Folge 167 Rhea Harder-Vennewald. In der Hörspielreihe Paul Pepper sprach sie in zwölf Folgen die Arnica Ewald. Außerdem synchronisierte sie einige Rollen in verschiedenen Animeserien. Dazu gehörten die Rolle der Makoto Kino bzw. Sailor Jupiter in Sailor Moon, von Staffel 4 bis 11 Ash Ketchum, den Hauptcharakter aus Pokémon, nachdem Caroline Combrinck im Jahr 2001 ausgeschieden war, sowie zwei Nebencharaktere in Inuyasha und Naga, die weiße Schlange in den Kinofilm-Prequels zu Slayers. Ebenfalls synchronisierte sie Chiba Atsuko in dem Anime-Film Paprika aus dem Jahre 2006.
Vor der Kamera stand sie unter anderem in den Tatort-Folgen Brüder (1997), Der Fremdwohner (2002) und Revanche (2005) sowie in den Serien Die Sitte und Der Kaiser von Schexing. Im Kino war sie in Comedian Harmonists zu sehen. Als Synchronsprecherin hatte sie eine Hauptrolle als Heather in Blair Witch Project und gab mehrfach die Stimme von Neve Campbell, etwa in den ersten drei Teilen von Scream. In dem Film Mr. Deeds war sie die deutsche Stimme von Winona Ryder, in mehreren Filmen (u. a. Meeresfrüchte) die von Valeria Bruni Tedeschi. 2003 wurde sie mit dem Deutschen Preis für Synchron für ihre herausragende weibliche Synchronarbeit als Stimme von Eileen Walsh in Die unbarmherzigen Schwestern ausgezeichnet, im selben Jahr synchronisierte sie Sängerin Pink im Film 3 Engel für Charlie – Volle Power.
Veronika Neugebauer starb im Oktober 2009 im Alter von 40 Jahren in München an einer Krebserkrankung.

## Synchronrollen (Auswahl)
Rica Matsumoto
- 2001–2009: Pokémon als Ash Ketchum (2. Stimme)
- 2001: Pokémon 4 – Die zeitlose Begegnung als Ash Ketchum
- 2002: Pokémon – Mewtu kehrt zurück als Ash Ketchum
- 2002: Pokémon 5 – Heroes als Ash Ketchum
- 2003: Pokémon 6 – Jirachi: Wishmaker als Ash Ketchum
- 2004: Pokémon 7 – Destiny Deoxys als Ash Ketchum
- 2005: Pokémon 8 – Lucario und das Geheimnis von Mew als Ash Ketchum
- 2006: Pokémon 9 – Pokémon Ranger und der Tempel des Meeres als Ash Ketchum
- 2007: Pokémon 10 – Der Aufstieg von Darkrai als Ash Ketchum
- 2008: Pokémon 11 – Giratina und der Himmelsritter als Ash Ketchum

Neve Campbell
- 1996: Scream – Schrei! als Sidney Prescott
- 1997: Scream 2 als Sidney Prescott
- 1998: Wild Things als Suzie Marie Toller
- 1999: Ein Date zu dritt als Amy Post
- 2000: Scream 3 als Sidney Prescott
- 2000: Panic als Sarah Cassidy
- 2003: The Company – Das Ensemble als Loretta „Ry“ Ryan
- 2007: Closing the Ring – Geheimnis der Vergangenheit als Marie

Valeria Bruni Tedeschi
- 1996: Immer wieder die Frauen als Aliette
- 2004: 5x2 – Fünf mal zwei als Marion
- 2005: Meeresfrüchte als Béatrix
- 2005: Die Zeit die bleibt als Jany

Piper Perabo
- 2001: Lost and Delirious als Pauline „Paulie“ Oster
- 2002: Freche Biester! als Genevieve Le Plouff

Missi Pyle
- 2003: Big Fish als Mildred
- 2004: 50 erste Dates als Noreen

### Filme
- 1981: Annie Belle als Emily in Absurd
- 1992: Holly Marie Combs als Jennifer Campbell in Dr. Giggles
- 1994: Patricia Arquette als Kathy O'Hara in Ed Wood
- 1995: Caroline Barclay als Caroline Sullivan in Candyman 2 – Die Blutrache
- 1997: Aimee Graham als Estelle Satisfy in Perdita Durango
- 1998: Lisa Bonet als Rachel Banks in Der Staatsfeind Nr. 1
- 1999: Lucy Liu als Pearl in Payback – Zahltag
- 1999: Heather Donahue als Heather Donahue in Blair Witch Project
- 1999: Leelee Sobieski als Jeanne d'Arc in Jeanne d’Arc – Die Frau des Jahrtausends
- 2001: Heidi Klum als Jasmine in  Über kurz oder lang
- 2001: Leelee Sobieski als Jennifer in My First Mister
- 2001: Marisa Tomei als Lola in Was Frauen wollen
- 2002: Zooey Deschanel als Samantha Harper in Abandon – Ein mörderisches Spiel
- 2003: Melanie B als Louise in LD 50 Lethal Dose
- 2006: Devon Aoki als Kasumi in D.O.A. – Dead or Alive
- 2006: Megumi Hayashibara als Atsuko „Paprika“ Chiba in Paprika
- 2007: Crystal Lowe als Elena in Wrong Turn 2: Dead End
- 2008: Olivia Colman als Janet/ Schwester Violetta Kiss in Liebe zwischen den Zeilen
- 2008: Nicole Parker als Amy Winehouse, Jessica Simpson in Disaster Movie
- 2008: Salli Saffioti als Ingrid Hunnigan in Resident Evil: Degeneration
- 2008: Alba Rohrwacher als Annalisa in Stilles Chaos
- 2009: Nicole Tubiola als Courtney in Die Schein-Hochzeit
- 2009: Tina Parker als Cheyenne in Final Destination 4

### Serien
- 1993–1994: Bonkers, der listige Luchs von Hollywood – Karla DeVito als Miranda Wright
- 1995–1998: Sailor Moon – Emi Shinohara als Sailor Jupiter/ Makoto Kino
- 1996: Willkommen im Leben – Senta Moses als Delia Fisher
- 1997–2000: Hör mal wer da hämmert – Debbe Dunning als Heidi Keppert (2. Stimme)
- 2000: Der Bär im großen blauen Haus – Vicki Eibner als Ojo
- 2000–2004: Die wilden Siebziger – Lisa Robin Kelly als Laurie Forman
- 2005–2009: Die wilden Siebziger – Christina Moore als Laurie Forman
- 2007: Die gruseligen Abenteuer von Billy und Mandy – Debi Derryberry als Nörgel Junior
- 2007: Speed Grapher – Takako Honda als Hibari Ginza
- 2007: Im Dienste ihrer Majestät – Licensed by Royalty – Megumi Toyoguchi als Claire Pennylane
- 2009–2010: Boston Legal – Tara Summers als Katie Lloyd

## Hörspiele
- 1981–2009: TKKG (Folge 1–43, 53–166) als Gaby Glockner
- 1988: Die drei ??? (Folge 44) als Peggy
- 1989: Knight Rider (Folge 10) als Blondine
- 1995: TKKG: Das Geheimnis um TKKG (Originalfassung) als Gaby Glockner
- 1995: Die drei ??? (Folge 65) als Blondine
- 1999: Fünf Freunde (Folge 31) als Mary
- 2001: Bob der Baumeister (Folge 3) als Frau Töpfe
- 2004: Fünf Freunde (Folge 57) als Märchenerzählerin
- 2005: Die Ferienbande (Folge 2) als Frau Schnabel
- 2005: Fünf Freunde (Folge 64) als Silvia
- 2006: Bob der Baumeister (Folge 20) als Frau Töpfe
- 2008: Sherlock Holmes (Folge 28) als Mrs. Charlotte St. Clair
- 2008: Sherlock Holmes (Folge 30) als Miss Mary Sutherland
- 2009: Fünf Freunde (Folge 80) als Kellnerin